# Хачинохе
Хачинохе е град в Япония. Населението му е 225 463 жители (по приблизителна оценка от октомври 2018 г.), а площта му е 305,40 km². Намира се в часова зона UTC+9. По време на американската окупация на Япония след Втората световна война в Хачинохе е имало база на Американската армия.